# Copa Pachuca 2009
La Copa Pachuca 2009 también llamada Torneo Cuna del fútbol es un torneo de preparación para la Primera División de México, la Copa Pachuca siempre se es jugada en el Estadio Hidalgo. En esta edición se dio un regreso después de 4 años de ausencia. Participaron Pachuca, Querétaro, Atlante y Monarcas, Puebla al inicio fue invitado, pero declino la invitación.

## Fase Final
|  | Semifinales                  | Semifinales                  |       |                              | Final                        | Final |  |
|  |                              |                              |       |                              |                              |       |  |
|  |                              |                              |       |                              |                              |       |  |
|  | Estadio Hidalgo, 16 de julio |                              |       |                              |                              |       |  |
|  | Pachuca                      |                              |       |                              |                              |       |  |
|  | Querétaro                    |                              |       |                              |                              |       |  |
|  |                              |                              |       |                              |                              |       |  |
|  |                              |                              |       |                              | Estadio Hidalgo, 18 de julio |       |  |
|  |                              |                              |       |                              | Pachuca                      | 1 (5) |  |
|  |                              | Atlante                      | 1 (4) |                              |                              |       |  |
|  |                              |                              |       |                              |                              |       |  |
|  |                              |                              |       |                              |                              |       |  |
|  |                              |                              |       |                              | Tercer lugar                 |       |  |
|  | Estadio Hidalgo, 16 de julio | Estadio Hidalgo, 16 de julio |       | Estadio Hidalgo, 18 de julio | Estadio Hidalgo, 18 de julio |       |  |
|  | Atlante                      |                              |       | Querétaro                    |                              |       |  |
|  | Morelia                      |                              |       |                              | Morelia                      |       |  |

|                           |
| Campeón Pachuca 3° título |

- Datos: Q16491500